# Phil Stevens
Philip Collins Stevens (* 15. Februar 1893 in Saint-Lambert, Québec; † 8. April 1968 in Kelowna, British Columbia) war ein kanadischer Eishockeyspieler, der während seiner aktiven Karriere zwischen 1913 und 1932 unter anderem für die Montreal Wanderers, Canadiens de Montréal und Boston Bruins in der National Hockey League auf der Position des Centers spielte.

## Karriere
Stevens spielte zunächst bei den Montréal AAA, ehe er sich im Dezember 1914 als Free Agent den Montreal Wanderers aus der National Hockey Association anschloss. Mit diesen trat er zur Saison 1917/18 auch der neu gegründeten National Hockey League bei. Dort bestritt er vier Spiele für das Team, das alsbald den Spielbetrieb einstellen musste, da ihre Spielstätte einem Brand zum Opfer gefallen war.
Der Stürmer trat danach seinen Militärdienst an und kehrte erst zur Spielzeit 1921/22 in die NHL und zu den Canadiens de Montréal zurück. In der folgenden Saison schloss sich Stevens den Saskatoon Crescents, die später als Saskatoon Sheiks firmierten, an. Zur Saison 1925/26 kehrte er ein letztes Mal in die NHL zurück und verbrachte das Spieljahr bei den Boston Bruins, ehe er über die Springfield Indians zu den Saskatoon Sheiks zurückkehrte. Zwischen 1929 und 1932 ließ er seine Karriere bei den Oakland Sheiks in der California Hockey League ausklingen.

## Erfolge und Auszeichnungen
- 1927 PHL First All-Star Team